# Хохштетен-Даун
Хохштетен-Даун (њем. Hochstetten-Dhaun) општина је у њемачкој савезној држави Рајна-Палатинат. Једно је од 119 општинских средишта округа Бад Кројцнах. Према процјени из 2010. у општини је живјело 1.610 становника. Посједује регионалну шифру (AGS) 7133046.

## Географски и демографски подаци
Хохштетен-Даун се налази у савезној држави Рајна-Палатинат у округу Бад Кројцнах. Општина се налази на надморској висини од 190 метара. Површина општине износи 12,6 km². У самом мјесту је, према процјени из 2010. године, живјело 1.610 становника. Просјечна густина становништва износи 128 становника/km².

## Међународна сарадња
| Мјесто | Држава    | Врста сарадње | Од    |
| ------ | --------- | ------------- | ----- |
|        | Француска | партнерство   | 1986. |
| Извор  |           |               |       |